# آنجینجائومبی
آنجینجائومبی (به لاتین: Anjinjaomby) یک منطقهٔ مسکونی در ماداگاسکار است که در سامباوا واقع شده‌است. آنجینجائومبی ۶٬۰۰۰ نفر جمعیت دارد و ۶۰ متر بالاتر از سطح دریا واقع شده‌است.